# 이상휘
이상휘(李相輝, 1963년 10월 6일~)는 대한민국의 정치인이다. 제22대 국회의원이다.
제20대 국회의원 선거를 앞두고 새누리당 경선에서 승리하면서 동작구 갑 선거구에 공천을 받았다. 하지만 본 선거에서 34.71%의 득표율을 기록하면서 낙선했다.
제22대 국회의원 선거를 앞두고 포항시 남구·울릉군 선거구에 출마를 선언했으며 국민의힘 경선에서 승리를 거두면서 공천되었다. 본 선거 결과 70.03%의 득표율을 기록하면서 제22대 국회의원으로 당선되었다.

## 학력
- 포항항도국민학교 졸업
- 포항중학교 졸업
- 포항수산고등학교 졸업
- 용인대학교 경기지도학 학사
- 성균관대학교 언론정보대학원 언론학 석사
- 성균관대학교 대학원 언론학 박사

## 경력
- 동방그룹 비서실 차장
- 내외경제신문 차장
- ABS농어민방송국
- 2004 이군현 국회의원 보좌관
- 시장직무인수위원회 위원
- 오세훈 서울특별시장 비서실 민원비서관
- 2008. 3.~2009. 3. 대통령실 인사비서관실 선임 행정관
- 2009. 3. 대통령실 춘추관장
- 2010. 7. 대통령실 홍보기획비서관
- 세명대학교 석좌교수
- 2014. 7. 데일리안 대표이사
- 2015. 3. 위덕대학교 대외협력부총장
- 2016. 5.~2017. 2. 새누리당 서울특별시당 동작구 갑 당원협의회 위원장
- 2016. 10. 새누리당 대변인
- 2017. 2.~2018. 2. 자유한국당 서울특별시당 동작구 갑 당원협의회 위원장
- 2017. 3. 세명대학교 교양대학 교수
- 2021. 8.~2021. 12. 제5기 방송통신심의위원회 비상임위원
- 2021. 1.~2022. 3. 제20대 대통령 선거 국민의힘 윤석열 대통령 후보 선거대책본부 대통령 후보 직속 비서실 기획팀장
- 2022. 3.~2022. 5. 제20대 대통령직인수위원회 비서실 정무2팀장
- 2024년 4월 10일: 대한민국 제22대 국회의원 선거 당선(경북 포항시 남구·울릉군, 국민의힘, 초선)
- 2024. 5.~ 국민의힘 경상북도당 포항시 남구·울릉군 당원협의회 위원장
- 2024. 5.~ 국민의힘 미디어특별위원회 위원장
- 2024. 8.~ 국민의힘 포털 불공정 개혁 TF 위원
- 2024. 8.~2024. 12. 국민의힘 격차해소특별위원회 위원
- (사)대한노년자원봉사회 고문
- 2024. 9.~ 국민의힘 호남동행 국회의원 발대식 명예의원(전라남도 함평군)
- 2025. 1.~2025. 8. 국민의힘 홍보본부장 겸 중앙홍보위원장
- 2025. 4.~2025. 5.: 제21대 대통령 선거 국민의힘 대통령 후보경선 선거관리위원회 위원
- 2025. 4.~2025. 5. 제21대 대통령 선거 국민의힘 선거준비위원회 위원
- 2025. 5.~2025. 6.: 제21대 대통령 선거 국민의힘 김문수 대통령 후보 미디어본부 국민사이렌센터장
- 2025. 5.~2025. 6.: 제21대 대통령 선거 국민의힘 김문수 대통령 후보 경북 선거대책위원회 공동선거대책본부장
- 2025. 7.~2025. 8. 국민의힘 당대표 및 최고위원 선출을 위한 중앙당 선거관리위원회 위원

### 의정 활동
- 2024. 5.~ 제22대 국회의원(경북 포항시 남구·울릉군, 국민의힘, 초선)
  - 2024. 6.~ 제2기 국회지역균형발전포럼 연구위원
  - 2024. 6.~ 제22대 국회 전반기 과학기술정보방송통신위원회 위원
    - 제22대 국회 전반기 과학기술정보방송통신위원회 정보통신방송법안심사소위원회 위원
    - 제22대 국회 전반기 과학기술정보방송통신위원회 청원심사소위원회 위원

  - 모빌리티포럼 구성의원
  - 국회철강포럼 대표의원
  - 이차전지 포럼 연구책임의원

## 역대 선거 결과
|  | 34.71% |

|  | 70.03% |

## 소속 정당
| 소속 정당 | 소속 정당  | 소속 기간 | 비고      |
| --------- | ---------- | --------- | --------- |
|           | 한나라당   | 2004~2009 | 정계 입문 |
|           | 무소속     | 2009~2012 | 턀당      |
|           | 새누리당   | 2012~2016 | 복당      |
|           | 무소속     | 2016~2017 | 탈당      |
|           | 바른정당   | 2017      | 창당      |
|           | 무소속     | 2017      | 탈당      |
|           | 자유한국당 | 2017~2020 | 복당      |
|           | 미래통합당 | 2020      | 합당      |
|           | 국민의힘   | 2020~현재 | 당명 변경 |

## 같이 보기
- 포항시 남구·울릉군
- 포항시 남구의 국회의원
- 울릉군의 국회의원